# Кольт (Арканзас)
Кольт (англ. Colt) — город, расположенный в округе Сент-Франсис (штат Арканзас, США) с населением в 368 человек по статистическим данным переписи 2000 года.
В Кольте родился американский певец Чарли Рич.

## География
По данным Бюро переписи населения США город Кольт имеет общую площадь в 3,11 квадратных километров, водных ресурсов в черте населённого пункта не имеется.
Город Кольт расположен на высоте 77 метров над уровнем моря.

## Демография
По данным переписи населения 2000 года в Кольте проживало 368 человек, 111 семей, насчитывалось 163 домашних хозяйств и 188 жилых домов. Средняя плотность населения составляла около 115 человек на один квадратный километр. Расовый состав Кольта по данным переписи распределился следующим образом: 94,02 % белых, 5,43 % — чёрных или афроамериканцев, 0,54 % — других народностей. Испаноговорящие составили 0,54 % от всех жителей города.
Из 163 домашних хозяйств в 27,6 % — воспитывали детей в возрасте до 18 лет, 55,8 % представляли собой совместно проживающие супружеские пары, в 7,4 % семей женщины проживали без мужей, 31,9 % не имели семей. 30,1 % от общего числа семей на момент переписи жили самостоятельно, при этом 13,5 % составили одинокие пожилые люди в возрасте 65 лет и старше. Средний размер домашнего хозяйства составил 2,26 человек, а средний размер семьи — 2,77 человек.
Население города по возрастному диапазону по данным переписи 2000 года распределилось следующим образом: 22,8 % — жители младше 18 лет, 9,2 % — между 18 и 24 годами, 29,3 % — от 25 до 44 лет, 24,7 % — от 45 до 64 лет и 13,9 % — в возрасте 65 лет и старше. Средний возраст жителей составил 38 лет. На каждые 100 женщин в Кольте приходилось 94,7 мужчин, при этом на каждые сто женщин 18 лет и старше приходилось 94,5 мужчин также старше 18 лет.
Средний доход на одно домашнее хозяйство в городе составил 31 250 долларов США, а средний доход на одну семью — 37 000 долларов. При этом мужчины имели средний доход в 31 000 долларов США в год против 19 375 долларов среднегодового дохода у женщин. Доход на душу населения в городе составил 14 958 долларов в год. 11,7 % от всего числа семей в округе и 13,7 % от всей численности населения находилось на момент переписи населения за чертой бедности, при этом 19,5 % из них были моложе 18 лет и 15,9 % — в возрасте 65 лет и старше.